# Anuak
Anuak je naziv za narod čija su sela raširena po obalama rijeka jugoistočnog Sudana i zapadne Etiopija u regiji Gambela.
Sudanski Anuaci žive u travnatom području koje je ravno i u kome gotovo nema drveća. Tokom kišne sezone ovo područje je poplavljeno te postaje močvara s nešto kanala duboke vode. 
Anuaci govore nilotskim jezikom zvanim Anyua. Njime govori 78. 000 people - 52.000 u Sudanu i 26.000 u Etiopiji.  
Za razliku od drugih nilotskih naroda čija se ekonomija bazira na uzgajanju stoke, Anuaci su i stočari i ratari. Smatra se da imaju zajedničko podrijetlo sa svojim sjevernim susjedima Šilucima.
Jezik je sličan jeziku sa svojim južnim susjedima Acholijima.

## Vanjske poveznice
- http://www.ksafe.com/profiles/p_code3/1867.html  Arhivirana inačica izvorne stranice od 8. siječnja 2006. (Wayback Machine)
- http://www.joshuaproject.net/peopctry.php?rop3=100395&rog3=SU